# Łyżwiarstwo szybkie na Zimowych Igrzyskach Olimpijskich 1924 – bieg na 5000 m mężczyzn
Bieg na 5000 metrów mężczyzn w łyżwiarstwie szybkim na Zimowych Igrzyskach Olimpijskich 1924 rozegrano 26 stycznia na torze Stade Olympique de Chamonix. Mistrzem olimpijskim na tym dystansie został Clas Thunberg z Finlandii, ustanawiając jednocześnie pierwszy rekord olimpijski. 

## Wyniki
| Miejsce | Zawodnik              | Państwo           | Czas    |
| ------- | --------------------- | ----------------- | ------- |
| 01 !    | Clas Thunberg         | Finlandia         | 8:39,0  |
| 02 !    | Julius Skutnabb       | Finlandia         | 8:48,4  |
| 03 !    | Roald Larsen          | Norwegia          | 8:50,2  |
| 4       | Sigurd Moen           | Norwegia          | 8:51,0  |
| 5       | Harald Strøm          | Norwegia          | 8:54,6  |
| 6       | Valentine Bialas      | Stany Zjednoczone | 8:55,0  |
| 7       | Fridtjof Paulsen      | Norwegia          | 8:59,0  |
| 8       | Richard Donovan       | Stany Zjednoczone | 9:05,6  |
| 9       | Léon Quaglia          | Francja           | 9:08,6  |
| 10      | Asser Wallenius       | Finlandia         | 9:12,8  |
| 11      | Alberts Rumba         | Łotwa             | 9:14,4  |
| 12      | Eric Blomgren         | Szwecja           | 9:14,6  |
| 13      | Charles Jewtraw       | Stany Zjednoczone | 9:27,0  |
| 14      | Bill Steinmetz        | Stany Zjednoczone | 9:35,0  |
| 15      | Axel Blomqvist        | Szwecja           | 9:48,8  |
| 16      | Leon Jucewicz         | Polska            | 10:05,6 |
| 17      | Gaston Van Hazebroeck | Belgia            | 10:13,8 |
| 18      | André Gegout          | Francja           | 10:15,2 |
| 19      | Georges de Wilde      | Francja           | 10:39,8 |
| 20      | Albert Tebbit         | Wielka Brytania   | 11:01,0 |
| 21      | Marcel Moens          | Belgia            | 11:30,4 |
| -       | Charles Gorman        | Kanada            | DNF     |